# Seascape: Folkestone
Seascape: Folkestone ist ein Gemälde von William Turner, das um 1845 entstanden ist. Dargestellt ist ein dunstiger Morgen in glitzerndem Sonnenlicht an der Küste bei Folkestone.
Das Bild wurde am 6. Juli 1984 bei Sotheby’s in New York für $ 10.023.200 verkauft und erzielte damit vor Juliet and Her Nurse den höchsten Preis, der bis dahin für ein Turner-Bild gezahlt worden war.
Das Bild war eins der letzten und teuersten Werke der Sammlung des britischen Kunsthistorikers Kenneth Clark, die nach dessen Tod von den Erben versteigert worden sind. Clark hatte das Bild 1951 von D. J. Moltene, einem Enkel des Schiffseigners Sir Donald Currie (1903–1983) erworben. Currie war einer der verlässlichsten und bedeutendsten Mäzene Turners und Sammler seiner Gemälde und Aquarelle.
Von Turner ist ein Skizzenbuch von 1845 erhalten, in denen er Eindrücke der Küstenlandschaft von Folkestone in 24 Aquarellskizzen festgehalten hat, und das heute in der Tate Gallery aufbewahrt wird. David Hockney sagt zu diesen Skizzen: „Ich glaube nicht, das Turner an landschaftlicher Topographie interessiert war. Er benutzte keine mechanischen Hilfsmittel […] um eine Landschaft zu konstruieren. Das bedeutet, er konnte auf die Welt in jeder beliebigen Weise schauen. Er war mehr an Atmosphäre interessiert – an einem wundervoll dunstigen Morgen mit seinem Sonnenlicht und seinen Schatten.“
Die Bemerkung Hockneys  –  „ein wundervoll dunstiger Morgen mit seinem Sonnenlicht und seinen Schatten“– ist eine treffende Beschreibung von Seascape: Folkestone.